# پلام کریک (ویرجینا)
پلام کریک (به انگلیسی: Plum Creek) یک منطقهٔ مسکونی در ایالات متحده آمریکا است که در شهرستان مونتگومری، ویرجینیا واقع شده‌است. پلام کریک ۱٬۵۲۴ نفر جمعیت دارد.